# ニュースウォッチ
『ニュースウォッチ』（News Watch）は、1997年9月29日から2004年3月26日までTXN系列と岐阜放送およびテレビ和歌山で放送されたニュース番組である。

## 概要
これまで放送してきた『TXNニュースワイド11』の終了に伴い、昼前のニュースを10分間と大幅縮小して放送されていた。2004年3月29日から『株式ニュース』と統合されて『NEWS MARKET 11』となった。
なお、当番組最終回のラストは、担当アナウンサーの大江麻理子が通常通り「以上、ニュースと天気予報をお伝えしました」と述べただけで、本日で終了する旨には全く触れられず、『NEWS MARKET 11』の新番組予告もなかった。7年間の歴史に幕を閉じた。

## エピソード
- 2003年8月12日、放送機器のトラブルで、11:00.00の番組開始時点から、CMと提供読み以外の音声がまったく流れない放送事故が起きた。途中で復旧する可能性があったため、「現在、音声が流れていませんが、そのまましばらくお待ちください」との旨のテロップを表示し、放送そのものは続けたものの、まったく復旧できず、結局、番組終了まで音声が流れることは一度もなかった。ちなみに当日の後続番組には影響は出ておらず、この番組内のみのトラブルである。
なお、このトラブルは、テレビ東京だけでなく、他のTXN局、ネットしている独立局、およびBSジャパンでも確認されている。その後の調べによると、放送回線のトラブルによるものであったとみられている。

- 番組のロゴマークは、ニュースとウォッチの間にアナログ時計があり、番組の開始時刻（11:50→後に11:00）を指しているものだった。

- 番組のオープニングタイトルは開始時刻及び地上デジタル放送開始に伴い、途中2回変更されている。
・初代オープニングタイトル　画角4:3で時計の針が11時50分を指すもの
・2代目オープニングタイトル　画角16:9対応で時計の針が11時50分を指すもの（地上デジタル対応に更新）
・3代目オープニングタイトル　画角16:9で時計の針が11時を指すもの（放送時間変更に合わせ更新）
ただし、番組中に使用された項目タイトル（見出しスーパー）は最終回まで11:50を指したものが継続使用された。

- NHK総合テレビの『ニュースウオッチ9』とは無関係。

## 放送時間
- 1997年10月 - 2001年3月　11:50 - 12:00
- 2001年4月 - 2004年3月　11:00 - 11:10

| テレビ東京およびTXN系列 平日昼のTXNニュース | テレビ東京およびTXN系列 平日昼のTXNニュース | テレビ東京およびTXN系列 平日昼のTXNニュース |
| 前番組                                      | 番組名                                      | 次番組                                      |
| ------------------------------------------- | ------------------------------------------- | ------------------------------------------- |
| TXNニュースワイド11                         | ニュースウォッチ                            | NEWS MARKET 11 ※『株式ニュース』と統合      |